# Saint-Quentin-la-Tour
 Saint-Quentin-la-Tour  là một xã ở tỉnh Ariège, thuộc vùng Occitanie ở phía tây nam nước Pháp.